# Цвет (Шепетовский район)
Цвет (укр. Цвіт) — село в Шепетовском районе Хмельницкой области Украины.
Население по переписи 2001 года составляло 4 человека. Почтовый индекс — 30410. Телефонный код — 3840. Занимает площадь 0,021 км². Код КОАТУУ — 6825587004.

## Местный совет
30410, Хмельницкая обл., Шепетовский р-н, с. Рыловка